# 카를로스 마르티네스 (축구 선수)
카를로스 마누엘 마르티네스 카스트로(스페인어: Carlos Manuel Martínez Castro, 1999년 3월 30일 ~ )는 코스타리카의 축구 선수로 포지션은 수비수, 미드필더이다. 현재 코스타리카 프리메라 디비시온의 클럽인 알라후엘렌세에서 활약하고 있다.